# Episinus teresopolis
Episinus teresopolis är en spindelart som beskrevs av Claude Lévi 1964. Episinus teresopolis ingår i släktet Episinus och familjen klotspindlar. Inga underarter finns listade i Catalogue of Life.